# Chen Da
Pour le musicien taïwanais, voir Chen Da (chanteur).
Chen Da, né en avril 1892 dans la province du Zhejiang et mort le 16 janvier 1975, est un sociologue chinois. C'est un partisan d’une politique de contrôle des naissances en Chine. 

## Biographie
Chen Da suit des études au sein du Collège Qinghua de Pékin et y prépare son départ pour poursuivre ses études aux États-Unis. En 1923, il y soutient un doctorat en sociologie à l’université Columbia. Son domaine d'études est alors la condition de la main-d’œuvre chinoise émigrée. Ce sujet fait suite à la législation des « quota » qui l'avait interpellé. Le fort développement d’un racisme anti-jaune, va le retenir jusqu’au déclenchement de la guerre sino-japonaise. Il revient dans son pays natal dès 1923, la chaire de sociologie nouvellement créée au collège Qinghua lui est alors proposée. Le collège devient une université en 1925. 
En 1934 et 1935, Chen Dan effectue un voyage d’étude dans les mers du Sud ; Indes néerlandaises, Malaisie, Indochine. Il effectue alors une recherche sur les communautés d’émigrants dans le sud de la Chine ainsi que d'autres travaux qui seront considérés comme les classiques de la sociologie chinoise d’avant 1949. Sa publication Emigrant Communities in South China en 1939 connaît une  diffusion importante qui confirme la place significative de Chen Da, aux côtés de Fei Xiaotong, dans la nouvelle sociologie chinoise.
Puis entre 1939 et 1944, Chen Da dirige des enquêtes démographiques dans la région du lac de Kunming. Il est alors le directeur de l’institut de recherche sur le recensement, créé en 1938 par l'Université Tsinghua. Il participe à la formation des fonctionnaires locaux au métier de recenseur. Un centre d'enseignement spécialisé dans le recensement est inauguré en 1941. Par ailleurs avec les données recueillies dans les deux xian voisins du lac de Kunming, il étudie la situation démographique de la Chine, mal maîtrisée en raison des carences des recensements précédents. Il envisage d'effectuer un recensement pour l'ensemble de la Chine mais ne peut pas l'effectuer à cause de la guerre civile.
En 1948, il est élu à l’Academia Sinica en 1948. Mais il perd sa chaire en 1951 car il refuse de faire acte d'allégeance au nouveau pouvoir communiste de la Chine, celui-ci récuse une « science bourgeoise ». Ainsi il ne peut pas travailler au recensement de 1953. Ce n'est qu'après la campagne des Cent Fleurs qu'il peut intervenir dans son domaine de compétence. Il s'engage alors dans le camp des partisans du contrôle des naissances, par des articles et des discours qu’il multiplie. Il préconise une politique de retard au mariage et de reprendre des études démographiques, mais réalisées en 1953. En juin 1957, il intègre la Commission pour la planification scientifique du Conseil d’État.
Accusé d'être partie prenante dans un « complot droitier » dirigé contre le Parti communiste chinois, il est violemment critiqué et démissionné de ses responsabilités scientifiques en mars 1958. Puis il est réhabilité en 1961.